# ФК „Смирненски“
ФК Смирненски е футболен отбор от село Смирненски, област Русе. През сезон 2021/22, клубът се състезава в ОФГ Русе - източна подгрупа.

## История
Отборът е създаден през 1930 г. от местните жители с цел спортуване и разпространяване на футбола сред обществото.
Началото на организацията стартира с инициативата на Георги Василев, тогава студент по агрономия в София. Първото име на клуба е "Вихър". Сред първите футболисти се помнят имената на десетина младежи, сред които Иван Касабов, Асен Стоянов, Хасан Черкезов, Димитър Василев, Стефан Костов, Халит Мухидинов и Осман Халилов.
В началото на 30-те години на миналия век, когато бил изграден футболния отбор "Вихър", не е съществувала утвърдена система за участие на селските футболисти в някакво първенство. Футболните срещи, главно с отборите на Глоджево, Тетово и Ветово са се насрочвали инцидентно по повод на някое селско тържество или по инициатива на някой местен меценат. В годините по време на Втората световна война не съществуват данни за някаква дейност на футболния отбор.
След дълги години без отбор, едва през 1942 г., по време на лятната ваканция, младото поколение в селото, сформират отново футболния отбор. Негов водач е Георги Любенов, син на един от търговците в селото, който със собствени средства закупува една футболна топка и бели спортни фланелки, които боядисват в червено и поръчва на местния обущар Марин Димов да изработи няколко чифта обувки. Младежите си построяват футболно игрище в местността "Край лозята".
Художникът Иван Андреев, тогава още гимназист в Русе, изработва и емблема на футболния клуб - бял кръг с вписани в него инициали "Л-КП" - Левски - Княжева поляна (тогавашното наименование на селото), която се е носела на гърдите на червената фланелка. В отбора са включени Георги Любенов, Иван Андреев, Благой Петров, Димитър Парашкевов, Иван Стефанов, Иван Ангелов, Цоньо Илиев, Методи Иванов, Димитър Донев, Стефан Радев и няколко местни младежи. През следващата година, отборът има вече и своя публика, която наблюдава с интерес играта му дори на тренировки. При провеждане на срещи с околните села, футболният отбор е пътувал с някоя от каруците на играчите, но най-често с каруцата на местния богаташ дядо Доньо Върбицалията.
Едва през лятото на 1953 г. футболната магия възкръсва в него чрез младежите, ученици в различни средни училища. За благодарност на помощта, която младите оказват на местното кооперативно стопанство, неговото ръководство отпуска необходимите средства и гимназистът Атанас Костов закупува от Русе пълен футболен екип и други помощни материали като надуваема с плондер топка, плъстени гащета, ръкавици и вълнена фланелка за вратаря и футболни мрежи и флагчета за обозначаване на игрището, което младите са изградили на равната поляна край село по пътя за Ветово. Повече средства обаче за поддържане на отбора никой не отпуска. Това принуждава ръководството на футболния отбор да търси нови възможности за генериране на средства и ги намира като на символични цени закупува два моникса и с набираните чрез тях средства заплаща за съдийство на срещите и гориво за пътуване с камион до други населени места. Така футболът става най-популярната игра в селото, която се играе непрекъснато и до наши дни.
Футболният отбор е приет за постоянен член на БФС през 1999 година. Отборът е единственият официално регистриран в БФС отбор в община Ветово. В отбора се залага основно на местните играчи, но има изключения. В последните години в отбора играят и млади момчета от областния град Русе. Отборът е един от най-коравите в ОФГ Русе - източна подгрупа.

## Сезони
| Сезон   | Група                       | Място | Забележка                                             |
| ------- | --------------------------- | ----- | ----------------------------------------------------- |
| 2007/08 | ОФГ Русе - източна подгрупа | 5/12  |                                                       |
| 2008/09 | ОФГ Русе - източна подгрупа | 3/10  | Клубът се класира за финалите и отпада на полуфинал   |
| 2009/10 | ОФГ Русе - източна подгрупа | 7/12  | Данните са до 11ти кръг                               |
| 2010/11 | ОФГ Русе - източна подгрупа | 10/10 |                                                       |
| 2012/13 | ОФГ Русе - източна подгрупа | 10/12 |                                                       |
| 2016/17 | ОФГ Русе - източна подгрупа | 7/10  |                                                       |
| 2017/18 | ОФГ Русе - източна подгрупа | 10/10 |                                                       |
| 2018/19 | ОФГ Русе - източна подгрупа | 5/10  |                                                       |
| 2019/20 | ОФГ Русе - източна подгрупа | 8/11  | Сезонът не завършва                                   |
| 2020/21 | ОФГ Русе - източна подгрупа | 8/12  |                                                       |
| 2021/22 | ОФГ Русе - източна подгрупа | 2/10  | Клубът се класира за финалите и отпада на четвърфинал |